# Anton Sosnin
Anton Wasiljewicz Sosnin (ur. 27 stycznia 1990 w Leningradzie) – rosyjski piłkarz, pomocnik, czasem grający także na pozycji obrońcy.

## Kariera piłkarska
Wychowanek petersburskiej Smieny. W 2006 roku trafił do Zenitu, ale nie zagrał tam w żadnym oficjalnym meczu pierwszej drużyny. Latem 2010 roku został wypożyczony do samarskiego klubu Krylja Sowietow. Zimą podpisał oficjalny kontrakt z tym klubem.
W 2012 roku podpisał trzyipółletni letni kontrakt z klubem Kubań Krasnodar.
27 maja 2015 roku pojawiła się informacja o przejściu tego zawodnika do Dinama Moskwa.